# James Meeks
James T. Meeks, né le 4 août 1956 à Chicago (Illinois), est un pasteur chrétien baptiste et homme politique américain. Il est le pasteur principal de l'Église baptiste Salem de Chicago de Chicago 1985 à 2023 et sénateur de Illinois de 2003 à 2013.

## Biographie
James Meeks est né le 4 août 1956 à Chicago (Illinois). Il étudie au Bishop College de Dallas en religion et philosophie et obtient un Bachelor of Arts.

### Ministère
En 1980, il devient pasteur de la Beth Eden Baptist Church à Chicago. En 1985, dans un sermon, il partage la vision de la fondation d’une nouvelle église. Après une réunion avec 205 membres le même jour, il fonde l'Église baptiste Salem de Chicago . En 2023, il quitte sa fonction de pasteur principal.

### Carrière politique
En 2002, il est élu sénateur d'État, en tant qu’indépendant. Il est réélu en 2006 en tant que démocrate. En 2006, il organise une marche pour réclamer de meilleurs enseignants dans la ville. En 2008, il organise un boycott de 2 jours des écoles publiques de Chicago, afin de réclamer que les écoles de la ville reçoivent autant de financement que celles d’autres villes de l’état. En novembre 2011, il annonce qu'il ne se représente pas à la fin de son mandat en janvier 2013.
En 2015, il est élu président du Conseil de l’éducation de l’État de l’Illinois, jusqu’en 2019.